# Abraeomorphus
Abraeomorphus es un género de escarabajos de la familia Histeridae. Fue descrito por Reitter en 1886.

## Especies
- Abraeomorphus atomarius (Sharp, 1885)
- Abraeomorphus besucheti Mazur, 1977
- Abraeomorphus formosanus (Hisamatsu, 1965)
- Abraeomorphus himalayae Gomy, 1980
- Abraeomorphus indosinensis Mazur, 1990
- Abraeomorphus indus Mazur, 1987
- Abraeomorphus minutissimus (Reitter, 1884)
- Abraeomorphus novaeguineae Thérond, 1965
- Abraeomorphus punctulus (Reitter, 1884)
- Abraeomorphus topali Gomy, 1981